# Litoria corbeni
Espèce
Synonymes
- Rawlinsonia corbeni Wells & Wellington, 1985

Litoria corbeni est une espèce d'amphibiens de la famille des Pelodryadidae.

## Répartition
Cette espèce est endémique du Queensland en Australie. Elle se rencontre sur le plateau d'Atherton et dans la chaîne Bellenden-Ker.

## Étymologie
Cette espèce est nommée en l'honneur de Chris J. Corben.

## Publication originale
- Wells & Wellington, 1985 : A classification of the Amphibia and Reptilia of Australia. Australian Journal of Herpetology, Supplemental Series, vol. 1, p. 1-61 (texte intégral).